# Gymnasium Bammental

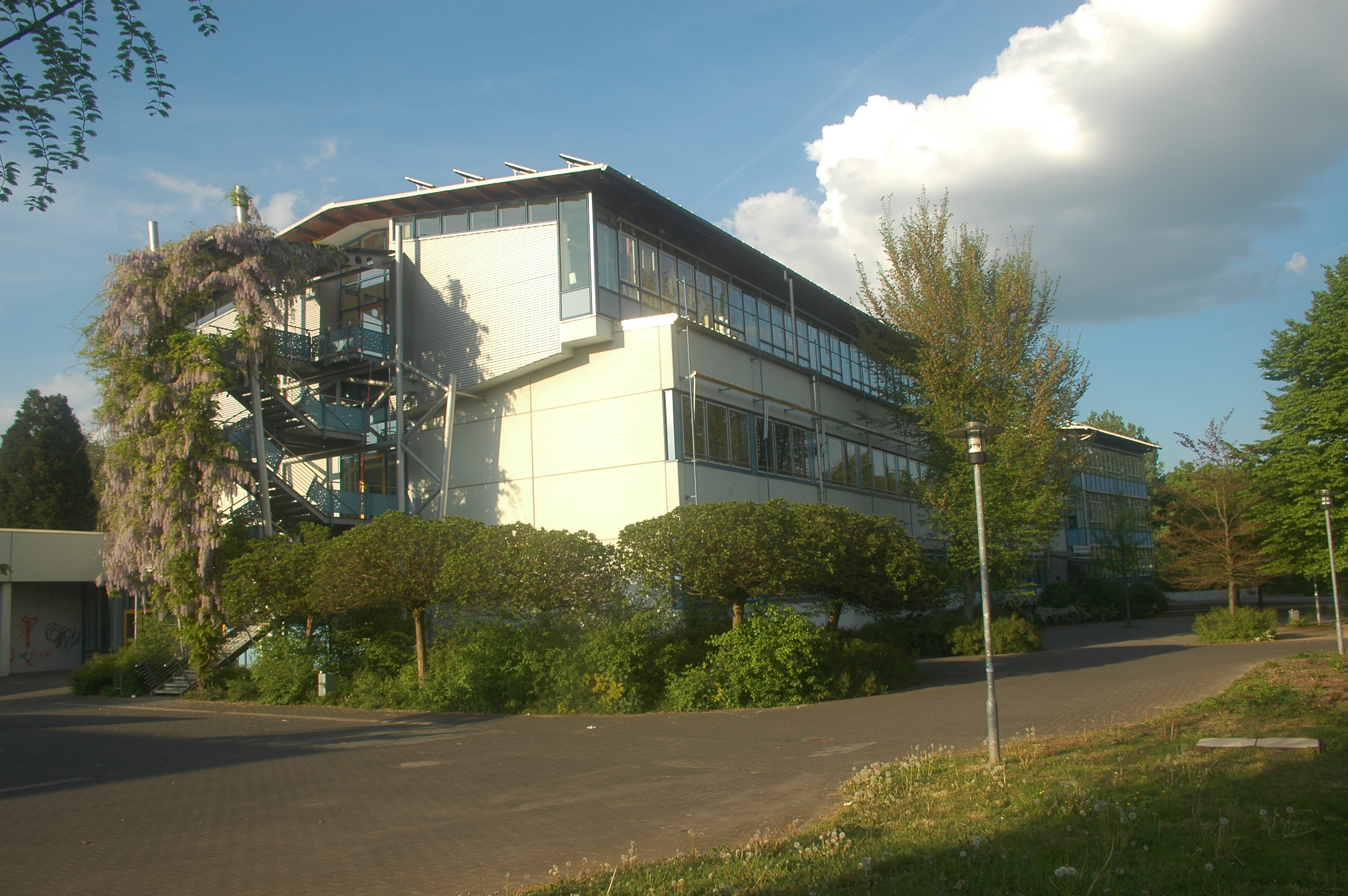
Schulgebäude

Das Gymnasium Bammental ist ein 1993 gegründetes Gymnasium in der baden-württembergischen Gemeinde Bammental mit rund 700 Schülern und etwa 70 Lehrern. Einzugsgebiet ist vor allem das Elsenztal von Bammental bis Meckesheim, außerdem die Gemeinden Gaiberg, Gauangelloch und Wiesenbach.

## Profil
Das Bammentaler Gymnasium nahm als Außenstelle des Gymnasiums Neckargemünd am 17. August 1993 mit zwei Klassen und 41 Schülern seinen Betrieb auf. Im September 1995 wurde es zum selbstständigen Gymnasium.
Ein Schwerpunkt ist das englisch-bilinguale Unterrichtsangebot einschließlich der Möglichkeit, das „Internationale Abitur Baden-Württemberg“ abzulegen. Die Schule ist als MINT-freundliche Schule ausgezeichnet und hat ein umfangreiches Musik- und Theaterleben. Im Schulorchester, dem Bammentaler Symphonie Orchester, sind über 50 Schüler aller Altersstufen vertreten. Für die Stufen 5 bis 7 besteht das Angebot der Offenen Ganztagsschule. In der Kursstufe werden Wirtschaft als fünfstündiges Fach sowie Naturwissenschaft und Technik als zweistündiges Fach angeboten.
Auf Initiative der früheren Schulleiterin Christine Konrad-Roth wurde ab 2012 eine Einführung der Dalton-Pädagogik der amerikanischen Reformpädagogin Helen Parkhurst am Gymnasium Bammental geprüft. Nach zwei Erprobungsphasen wurde Anfang 2016 allerdings entschieden, das Projekt zu beenden, wobei die Steuergruppe beauftragt wurde, positive Elemente aus den Erprobungsphasen für ein neues Konzept auszuwählen. Neue Schwerpunkte der Schulentwicklung sind: Leitbild, Kooperation, Feedback und Differenzierungsunterricht.
Im Schuljahr 2001/2002 beteiligte sich eine Schüler-AG der 7. Jahrgangsstufe des Gymnasiums Bammental an der „Zukunftswerkstatt Wissenschaft und Technik“ im Landesmuseum für Technik und Arbeit (jetzt Technoseum) in Mannheim. Sie gestalteten ein Gewächshaus, das das Klima im Rhein-Neckar-Dreieck im Jahr 2050 widerspiegeln und körperlich erfahrbar machen sollte.
Seit 2018 gehört das Gymnasium zu den Stützpunktschulen der Molekularbiologie, welche aufgrund einer besonderen Ausstattung und Schulung in der Lage sind, spezielle molekularbiologische Experimente anzubieten.

## Persönlichkeiten

### Lehrer
- Markus Jochum seit 2012 Lehrer für Mathematik, Sport und Latein